# Vicky Jenson

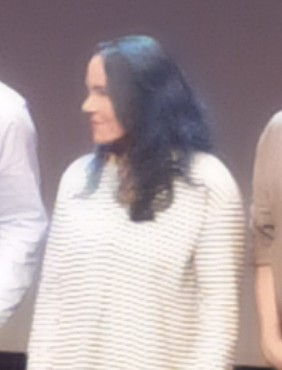

Victoria Jenson (Los Angeles, 6 de março de 1960) é uma diretora de cinema norte-americana. Depois de estudar belas artes na Universidade do Estado da Califórnia em Northridge, Jenson começou a desenvolveu projetos através da DreamWorks Animation, atuando primeiramente como designer de produção em The Road to El Dorado (2000). Como diretora, realizou projetos como Shrek (2001) — o primeiro trabalho vencedor de um Oscar de Melhor Filme de Animação — e Shark Tale (2004).